# Opština Debar
Die Opština Debar (mazedonisch Општина Дебар; albanisch Komuna e Dibrës) ist eine Opština Nordmazedoniens und liegt im äußersten Westen des Landes an der Grenze zu Albanien. Hauptort ist die Stadt Debar.

## Geographie

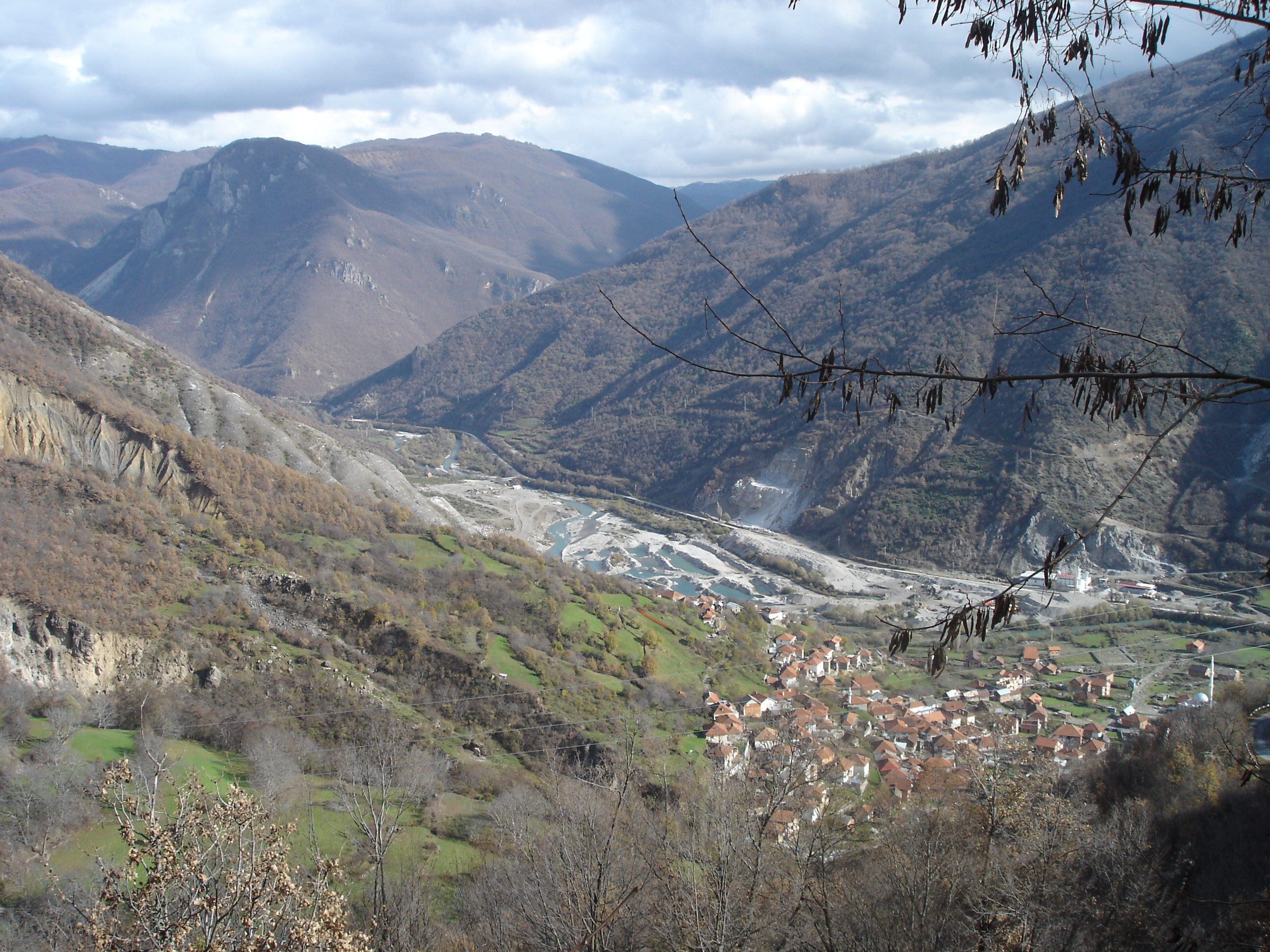
Berglandschaft bei Dolno Kosovrasti (2010)

Mit 145,67 km² Fläche gehört die Opština zu den kleineren des Landes. Sie grenzt im Norden an Mavrovo und Rostuša, im Osten an Drugovo, im Südosten an Debarca und Struga, im Süden an Centar Župa und den Debarsee und im Westen an die Republik Albanien (Qark Dibra). Die Opština Debar ist Teil der Statistischen Region Südwesten.
Beim Dorf Konjari befindet sich der westlichste Punkt Mazedoniens.
Bei der 2021 durchgeführten Volkszählung wurden für die Opština Debar 15.412 Einwohner ermittelt. Die Bevölkerungsdichte betrug damit etwa 106 Einwohner/km². Ethnisch gesehen bekannten sich 8.438 Personen als Albaner, 2.733 als Türken, 1.155 als Mazedonier, 1.140 als Roma und 1.948 gaben eine andere Volksgruppe an.

## Gliederung
Zur Opština Debar zählen folgende 14 bewohnte Ortschaften:
1. Banište
2. Debar
3. Džepište
4. Dolno Kosovrasti
5. Gari
6. Gorno Kosovrasti
7. Hame
8. Krivci
9. Mogorče
10. Osoj
11. Otišani
12. Rajčica
13. Selokuḱi
14. Spas

Verlassene Ortschaften sind:
1. Bomovo
2. Konjari
3. Tatar Elevci
4. Trnaniḱ

Historische Ortschaften sind:
1. Pijanec
2. Sušica